# Josh Bowman
Joshua Tobias Bowman, noto come Josh Bowman (Berkshire, 4 marzo 1988), è un attore britannico, principalmente noto per aver interpretato Daniel Grayson nel telefilm Revenge.

## Biografia
Bowman è nato nella contea inglese del Berkshire. Suo padre è per metà ebreo. Ha una sorella di nome Scarlett anch'essa attrice.
Bowman ha frequentato il Wellington College, e ha studiato recitazione presso il Lee Strasberg Institute di New York.
All'età di 18 anni, ha giocato professionalmente nella squadra di rugby del Saracens F.C. prima di subire un infortunio alle spalle che lo ha poi costretto a lasciare la squadra.

## Carriera
Bowman esordì nel 2007 nella serie televisiva Genie in the House interpretando il ruolo di Dimitri. Tra i suoi ruoli successivi più importanti si ricorda quello di Scott James nella serie televisiva britannica BBC Holby City e per aver interpretato il ginnasta bisessuale Max Spencer nella serie televisiva Make It or Break It- Giovani campionesse. Nel 2011 fu selezionato come uno degli attori emergenti da Screen International. Nello stesso anno entrò nel cast regolare della serie televisiva ABC Revenge, interpretando il ruolo del ricco donnaiolo Daniel Grayson.

## Vita privata
Qualche anno fa giravano voci che lui e la cantante inglese Amy Winehouse avessero una relazione, infatti ci sono alcune foto che li ritraggono assieme in spiaggia. Ha anche avuto una breve relazione con la cantante e attrice Miley Cyrus, conosciuta sul set di Una spia al liceo.
Dal 2011 ha una relazione con la protagonista di Revenge Emily VanCamp, ci sono molte foto di loro assieme anche fuori dal set. Nel 2013 sono stati visti in Australia e nell'agosto 2015 presso il Relais&Chateaux "Il Falconiere" a Cortona.. Nel maggio 2017 lui le regala l'anello di fidanzamento. La coppia convola a nozze il 15 dicembre 2018.. Il 26 agosto 2021 hanno avuto la loro prima figlia, Iris e il 12 marzo 2024 nasce la loro secondogenita, Rio Rose.

## Filmografia

### Cinema
- 13Hrs, regia di Jonathan Glenderning (2010)
- Prowl, regia di Patrick Syversen (2010)
- Exteriors, regia di Marie Kleivdal Kristiansen e Patrick Syversen (2011)
- In cucina niente regole (Love's Kitchen), regia di James Hacking (2011)
- Una spia al liceo (So Undercover), regia di Tom Vaughan (2011)
- The Last Keepers - Le ultime streghe (The Last Keepers), regia di Maggie Greenwald (2013)
- Level Up, regia di Adam Randall (2016)

### Televisione
- Genie in the House – serie TV, 2 episodi (2007)
- Myths – serie TV (2009)
- Betwix – film TV (2009)
- Holby City – serie TV, 9 episodi (2009-2010)
- Make It or Break It - Giovani campionesse (Make It or Break It) – serie TV (2011-2012)
- Revenge – serie TV, 77 episodi (2011-2015) - Daniel Grayson
- Time After Time – serie TV, 13 episodi (2017)
- Doctor Who – serie TV, 1 episodio (2018)

## Doppiatori italiani
Nelle versioni in italiano delle opere in cui ha recitato, J. C. MacKenzie è stato doppiato da:
- Marco Bassetti in Make It or Break It - Giovani campionesse
- Gabriele Sabatini in Revenge
- Raffaele Proietti in Doctor Who